# Лапи-Шолайди
Лапи-Шолайди (пол. Łapy-Szołajdy) — село в Польщі, у гміні Лапи Білостоцького повіту Підляського воєводства.
Населення — 302 особи (2011).
У 1975-1998 роках село належало до Білостоцького воєводства.

## Демографія
Демографічна структура станом на 31 березня 2011 року:
|          | Загалом | Допрацездатний вік | Працездатний вік | Постпрацездатний вік |
| -------- | ------- | ------------------ | ---------------- | -------------------- |
| Чоловіки | 150     | 27                 | 101              | 22                   |
| Жінки    | 152     | 32                 | 82               | 38                   |
| Разом    | 302     | 59                 | 183              | 60                   |